# Liste der Lieder von Sandy Mölling
Dies ist eine Liste der Lieder der deutschen Pop-Sängerin Sandy Mölling, die als Mitglied der Gruppe No Angels bekannt wurde. Aufgelistet sind alle Lieder ihrer Alben Unexpected (2004) und Frame of Mind (2006). Die Reihenfolge der Titel ist alphabetisch sortiert. Sie gibt Auskunft über die Urheber.

## A
| # | Titel           | Autoren                         | Album      | Jahr |
| - | --------------- | ------------------------------- | ---------- | ---- |
| 1 | All Eyes On You | Niclas Molinder, Joacim Persson | Unexpected | 2004 |

## B
| # | Titel          | Autoren                         | Album      | Jahr |
| - | -------------- | ------------------------------- | ---------- | ---- |
| 1 | Better for You | Reed Vertelney, Gordon Chambers | Unexpected | 2004 |

## C
| # | Titel                        | Autoren                                    | Album         | Jahr |
| - | ---------------------------- | ------------------------------------------ | ------------- | ---- |
| 1 | Can’t Remember to Forget You | L. Nordán, P. Johansson, A. Johannson      | Frame of Mind | 2006 |
| 2 | Crash erschien als Single    | Tracy Spencer, Paul Court, Steve Dullaghan | Frame of Mind | 2006 |

## D
| # | Titel          | Autoren                                                          | Album      | Jahr |
| - | -------------- | ---------------------------------------------------------------- | ---------- | ---- |
| 1 | Do It all Over | Maryann Morgan, Niclas Molinder, Joacim Persson, Pelle Ankarberg | Unexpected | 2004 |

## G
| # | Titel | Autoren                                          | Album         | Jahr |
| - | ----- | ------------------------------------------------ | ------------- | ---- |
| 1 | Gone  | Thorsten Brötzmann, Alex Geringas, Sandy Mölling | Frame of Mind | 2006 |

## H
| # | Titel            | Autoren                                | Album         | Jahr |
| - | ---------------- | -------------------------------------- | ------------- | ---- |
| 1 | Happiness Amazed | K. Ofstad, J. Sio, F. Svertdahi        | Frame of Mind | 2006 |
| 2 | Help Me Let Go   | Pam Sheyne, Dane Deviller, Sean Hosein | Unexpected    | 2004 |

## I
| # | Titel     | Autoren                                                 | Album         | Jahr |
| - | --------- | ------------------------------------------------------- | ------------- | ---- |
| 1 | I Do      | T. Cornelssien, A. Eshujis, P. Alderheim, Sandy Mölling | Frame of Mind | 2006 |
| 2 | It’s Over | M. Leonard, Sandy Mölling, Martin Fliegenschmidt        | Frame of Mind | 2006 |

## L
| # | Titel                                  | Autoren                                                              | Album         | Jahr |
| - | -------------------------------------- | -------------------------------------------------------------------- | ------------- | ---- |
| 1 | Little Johnny                          | Jany Schella, Christian Karlsson, Patrik Tucker, St. Gian, J. Aiello | Unexpected    | 2004 |
| 2 | Living without You erschien als Single | Martin Fliegenschmidt, Michelle Leonard, Kiko Masbaum, Sandy Mölling | Frame of Mind | 2006 |

## O
| # | Titel            | Autoren                                       | Album         | Jahr |
| - | ---------------- | --------------------------------------------- | ------------- | ---- |
| 1 | Occupied         | Kiko Masbaum, Michelle Leonard, Sandy Mölling | Frame of Mind | 2006 |
| 2 | One in a Million | Toby Gad, Negin Djafari                       | Unexpected    | 2004 |

## S
| # | Titel                            | Autoren                                                          | Album         | Jahr |
| - | -------------------------------- | ---------------------------------------------------------------- | ------------- | ---- |
| 1 | Say It Again                     | Maryann Morgan, Niclas Molinder, Joacim Persson, Pelle Ankarberg | Unexpected    | 2004 |
| 2 | Sorry, You’ve Got the Wrong Girl | Maryann Morgan, Niclas Molinder, Joacim Persson, Pelle Ankarberg | Unexpected    | 2004 |
| 3 | Speed of Love                    | J. Perrson, N. Molinder, P. Ankarberg, C. Dore, M. Morgan        | Frame of Mind | 2006 |
| 4 | Stay                             | H. Sommerdahi, K. Hamid, R. Hortflund                            | Frame of Mind | 2006 |

## T
| # | Titel                       | Autoren                                          | Album         | Jahr |
| - | --------------------------- | ------------------------------------------------ | ------------- | ---- |
| 1 | Tattooed On Me              | Michelle Leonard, Kiko Masbaum                   | Frame of Mind | 2006 |
| 2 | Tell Me erschien als Single | Niclas Molinder, Joacim Persson, Pelle Ankarberg | Unexpected    | 2004 |
| 3 | The Verdict                 | K. Lannson, A. Junior, P. Landin                 | Frame of Mind | 2006 |
| 4 | Trusted                     | Mark Jaimes, Rosie Ribbons, Danny Saxon          | Unexpected    | 2004 |

## U
| # | Titel                                            | Autoren                                                                        | Album      | Jahr |
| - | ------------------------------------------------ | ------------------------------------------------------------------------------ | ---------- | ---- |
| 1 | Unexpected Feat. Manuellsen, erschien als Single | Steve Lee, Pete Martin, Tina Harris                                            | Unexpected | 2004 |
| 2 | Unnatural Blonde erschien als Debütsingle        | Maryann Morgan, Niclas Molinder, Joacim Persson, Pelle Ankarberg, Charlie Dore | Unexpected | 2004 |

## V
| # | Titel | Autoren                        | Album         | Jahr |
| - | ----- | ------------------------------ | ------------- | ---- |
| 1 | Venom | Kiko Masbaum, Michelle Leonard | Frame of Mind | 2006 |

## W
| # | Titel                                | Autoren                        | Album         | Jahr |
| - | ------------------------------------ | ------------------------------ | ------------- | ---- |
| 1 | We Can (Duett mit Jan Van Der Toorn) | T. Nichols, H. Korpi, M. Wollo | Frame of Mind | 2006 |

## Y
| # | Titel   | Autoren                                       | Album      | Jahr |
| - | ------- | --------------------------------------------- | ---------- | ---- |
| 1 | You & I | Pablo Cepeda, Emanuel Olsson, Jeanette Olsson | Unexpected | 2004 |